# Olga Voščakinová
Olga Borisovna Voščakinová (* 27. ledna 1961 Novosibirsk, Sovětský svaz) je bývalá sovětská a ruská sportovní šermířka, která se specializovala na šerm fleretem. Sovětský svaz reprezentovala v osmdesátých letech. Jako sovětská reprezentantka zastupovala kazaňskou šermířskou školu, která spadala pod Ruskou SFSR. Na olympijských hrách startovala v roce 1988 v soutěži jednotlivkyň a družstev a v roce 1992 v soutěži družstev. V roce 1984 přišla o účast na olympijských hrách kvůli bojkotu. V roce 1986 obsadila třetí místo na mistrovství světa v soutěži jednotlivkyň. Se sovětským družstvem fleretistek vybojovala v roce 1986 titul mistryň světa.